# Peschici
Peschici är en ort och kommun i provinsen Foggia i regionen Apulien i Italien. Kommunen hade 4 500 invånare (2017).